# 호증
호증(胡曾, 840년경 ~ ?)은, 자는 정헌(靜軒), 호는 추전(秋田)으로, 소주(邵州) 소양현(邵陽縣) 죽산만(竹山灣)에서 태어난 중국 당(唐)의 시인이다. 호안명(胡安命)의 아들이다.

## 생애
어려서부터 재능과 학식이 있었으며 함통(咸通) 중에 진사시에 응시하였으나 급제하지 못하고 장안(長安)에 머물렀다. 
호증은 민생에 대한 관심과 가혹한 정부 관료들에 대한 비판으로 유명했다. 《당재자전》에서는 그를 "타고난 재능이 뛰어나고 생각하는 바가 범상치 않았다"(天分高爽，意度不凡)고 평하였다. 그러나 몇 번이나 급제하지 못하게 되자 자신의 시 하제(下第)에서 "상림에는 새로운 계수나무 해마다 자라나지만/백성이 꺾을 나뭇가지 하나를 허락하지 않네"(上林新桂年年發/不許平人折一枝)라고 울분을 드러냈다. 그가 진사시에 급제한 것은 함통 연간의 일이다. 
함통 12년(871년), 노암(路巖)이 검남서천절도사(劍南西川節度使)가 되자 그에게 불려가서 그 장서기(掌書記)가 되었고, 일찍이 《답남조첩》(答南詔牒)이라는 글을 지어 남조군이 물러나게 하기도 하였다. 건부(乾符) 5년(878년) 정월, 형남절도사(荆南節度使) 겸 염철전운사(鹽鐵轉運使) 고병(高騈)을 따라 형남에 가서 한남종사(漢南從事)에 임명되었다. 뒤에 나가서 연당현령(延唐縣令)에 임명되었다.
만년에는 고향으로 돌아가 여생을 마쳤다. 호증의 묘는 그의 옛 거주지인 추전촌의 향현사(鄕賢祠) 안에 있었지만 현재는 전하지 않는다.

## 작풍과 특징
호증은 일찍이 한남절도의 종사가 되었다가 고병이 촉 땅에서 진수하고 있을 때 그에게로 가서 서기가 되었다. 군막에서 일하면서 늘 고금의 흥망성쇠의 흔적을 떠올리면서 떠오르는 강개의 감정을 3권의 영사시(咏史诗)로 풀어냈다(《전당시》).
호증은 매우 뛰어난 영사시 시인이었다. 만당(晚唐) 시대에 시작된 영사(詠史), 즉 지나간 옛 역사를 회고하며 그것을 시로 엮어내는 풍조 속에서 그의 영사시는 두드러지게 높은 위치를 점한다. 총 150수, 모두 칠언절구로 이루어진 호증의 영사시는 《동주열국지》, 《삼국지평화》 등의 문학 작품에도 역사적 사실의 설명을 위해 인용되고 있다. 시의 제목은 각 지역의 지명을 따서 지역의 역사적 인물과 역사적 사건에 대한 설명을 담고 있다. 예를 들어, 남양(南陽)은 유비에게 발탁되기 전 제갈량이 초야에서 몸소 농사를 지으며 때를 기다렸던 것을 읊었고, 동해(東海)는 진시황이 불로불사약을 찾아 서복 등을 동쪽으로 보냈다는 고사를 읊었으며, 고소대(姑蘇臺)는 오왕 부차가 그 자신의 황음무도함으로 나라를 잃게 된 것을 읊었다. 
호증의 영사시는 모두 3권(《당재자전》에는 1권)으로 구성되어 있으며, 《사부총간삼편》(四部叢刊三編)에는 호증과 같은 시대 사람인 소양의 진개(陈盖)가 그의 시에 주를 달았고, 경조의 미숭길(米崇吉)도 호증의 시에 주를 붙였다고 한다. 청대에 편찬된 《전당시》에는 모두 1권에서부터 그의 시를 수록 하고 있다. 
호증의 행적은 원대에 편찬된 문헌인 《당재자전》에 실려 있고, 근대 이후 왕종민(王重民)이 『보당서호증전』(補唐書胡曾傳)을 써서 호증의 행적을 고증하였다(《중화문사논총》, 1980년 제2집). 호증의 문집으로 《안정집》(安定集, 10권)이 있었다고 하지만 전하지 않고 영사시 3권은 현대에도 전해지고 있다. 《전당시》 647권에 그의 시가 실려 있다. 
| 고소대(姑蘇臺)  |                                                      |
| 원문            | 해석                                                 |
| 吳王恃覇逞雄才  | 오왕이 제 힘과 재능을 과신하여 패자(覇者)를 추구하고 |
| 貪向姑蘇醉綠醅  | 고소대에서 술과 미녀에 빠져 취해서 지내더니          |
| 不覺錢塘江上月, | 저도 모르는 사이 전당강 강물에 달이 지고             |
| 一宵西送越兵來  | 어느 날 일어났더니 서쪽 땅 월나라 병사들 와 있네     |

## 참고문헌
- 傅璇琮主編《唐才子传校笺》卷八
- 王重民《补唐书胡曾传》，《中华文史论丛》，1980年第2辑
- 赵清永《胡曾考辨》，《文学遗产》，一九八八年第五期